# 楊佳臻
楊佳臻（1984年9月11日—），台灣女子羽球選手，後擔任台電羽球隊教練。

## 簡歷

### 意外及復出
2004年9月，楊佳臻在騎機車返回學校宿舍時，與一名酒後駕車的癌症病患發生車禍，造成楊佳臻的臉部顴骨碎裂、慣用手右肩胛骨滑脫、韌帶完全斷裂，被醫師告知因為右手無法恢復至最佳狀態，要做好退役的準備。
其後面對右肩兩度開刀、簽約球隊母企業倒閉以及和原來的雙打搭檔拆夥等打擊的楊佳臻，打消轉學另謀出路的念頭而努力復健，最終在一年多之後復出，並夥拍單打選手彭筱芬參加比賽獲得佳績，並在之後受到青睞而加入台電羽毛球隊。2008年1月，楊佳臻與搭檔蔡佩玲出戰該年的第一次全國羽球排名賽，獲得女子雙打冠軍。楊佳臻後來曾到看守所與受刑人分享發生意外到傷後復出的故事。
2010年11月，楊佳臻代表中華台北出戰廣州亞運會，參加羽毛球比賽的女子團體項目。

## 主要比賽成績
只列出曾進入準決賽的國際賽事成績：
| 年份   | 賽事                     | 公開賽級別 | 項目     | 搭檔   | 成績   |
| ------ | ------------------------ | ---------- | -------- | ------ | ------ |
| 2007年 | 越南羽毛球大獎賽         | 大獎賽     | 女子雙打 | 蔡佩玲 | 準決賽 |
| 2007年 | 馬來西亞羽毛球國際挑戰賽 | 國際挑戰賽 | 女子雙打 | 蔡佩玲 | 準決賽 |
| 2008年 | 美國羽毛球大獎賽         | 大獎賽     | 女子雙打 | 蔡佩玲 | 亞軍   |

| 2007-2017年 | 首要超級賽 | 超級賽 | 黃金大獎賽 | 大獎賽 | 國際挑戰賽 | 國際系列賽 | 未來系列賽 | 其他 |